# Евгения Шведская
Принцесса Шарлотта Евгения Августа Амалия Шведская и Норвежская (швед. Charlotta Eugenia Augusta Amalia Albertina av Sverige och Norge, 24 апреля 1830 — 23 апреля 1889) — принцесса Шведская и Норвежская, дочь короля Швеции Оскара I и его супруги Жозефины Лейхтенбергской, известная шведская писательница, композитор, художница, скульптор, филантроп и музыкант, член шведского королевского дома Бернадотов.

## Биография
Принцесса Евгения родилась 24 апреля 1830 года в столице Шведского Королевства Стокгольме. Она была четвёртым ребёнком и единственной дочерью короля Швеции и Норвегии Оскара I и Жозефины Лейхтенбергской. У принцессы было трое старших братьев — Карл, Густав, Оскар — и младший брат Август. В детстве Евгения была одиноким ребёнком, и говорила, что хотела бы родиться мальчиком, как и её братья.
С детства она была слабым ребёнком и врачи опасались, что возможно у неё туберкулёз. Это стало одной из причин, почему принцесса так и не вышла замуж. Другой причиной было то, что Бернадоты были новой европейской династией, и брак с ними не был популярен в Европе. В 1844 году скончался её дед король Карл XIV и трон перешёл к её отцу, который занял его под именем Оскара I. Два года спустя она поехала в путешествие с братом Карлом, надеясь, что в Европе найдёт себе жениха, но никаких серьёзных предложений не было.

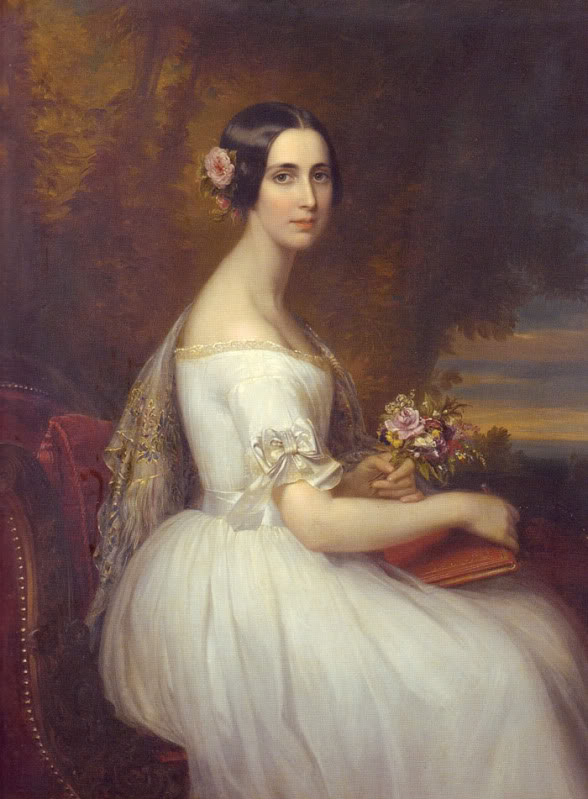
Евгения. Около 1860 года

В 1852 году она сопровождала отца в поездке в Бад-Киссинген для лечения. В путешествие она заболела пневмонией, а её брат тифом. Евгении удалось победить болезнь. Густав же, её любимый брат, скончался через несколько дней. Для принцессы смерть брата стала сильным ударом.
Впоследствии она говорила, что «незамужняя жизнь дала ей свободу». Когда в 1858 году в Швеции было введено понятие «совершеннолетие» для взрослых женщин (сначала только по желанию), принцесса Евгения была одной из первых, кто подал заявление на его получение.
В зимнее время принцесса занимала всего несколько комнат во дворце, где поддерживалась высокая температура из-за её плохого здоровья. Её личный врач Магнус Хусс посоветовал ей поехать на Готланд, где был мягкий и тёплый климат. Впервые она посетила Готланд в 1859 году. После этого она приобрела большой участок пляжа, куда часто приезжала поправлять своё здоровье. Там она возвела огромную деревянную виллу высотой в три этажа. Весь комплекс включал в себя пляжный дом, гостевой дом, хозяйственный дом и сарай.
На скалах принцесса создала роскошный парк с павильонами, террасами, водопадами, экзотическими растениями. После 1864 года на вилле часто отдыхала жена её покойного брата, принцесса Тереза, урождённая принцесса Саксен-Альтенбургская, которая стала очень близка одинокой Евгении. Одной из её подруг была Лина Санделль, писавшая христианские гимны. Кроме того, в свою виллу «Фридхем» принцесса приглашала известных музыкантов, писателей и поэтов того времени.

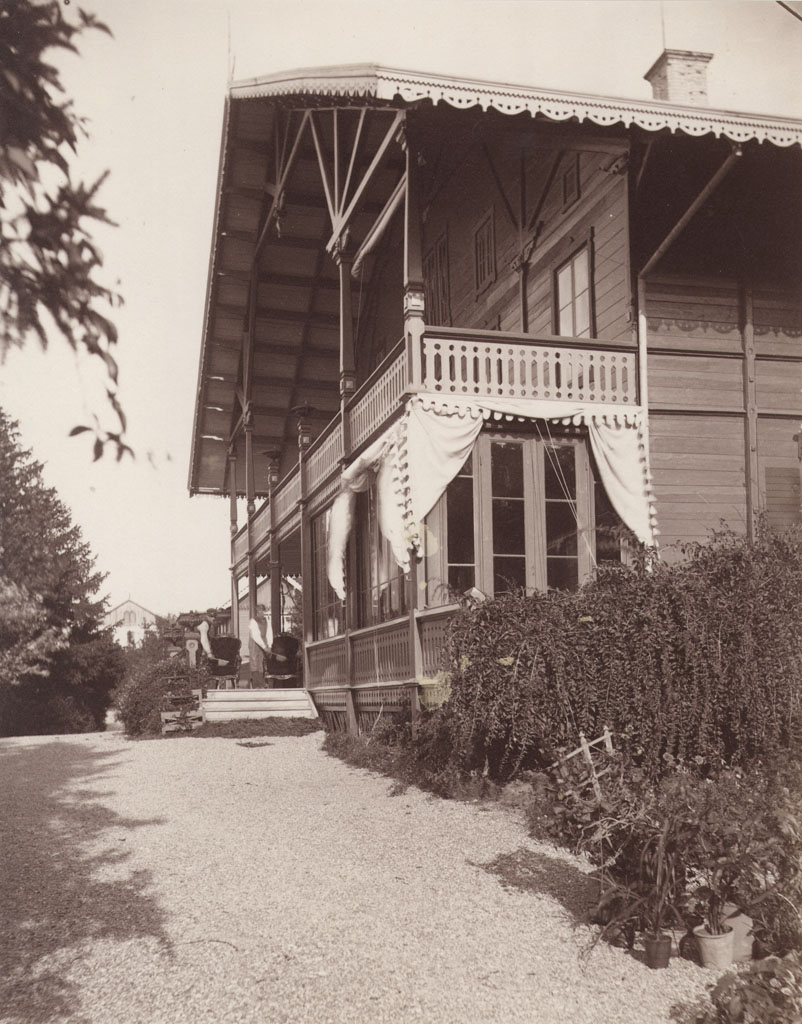
Вилла Фридхем

Евгения интересовалась искусством и рано проявила способности к музыке. Игре на фортепьяно она училась у композитора Адольфа Линдблада, пению — у Исака Берга. В 13 лет она начала сочинять собственные композиции и впоследствии написала ряд фортепьянных пьес и песен для голоса и фортепьяно, включая дуэты и религиозные гимны. Она также часто музицировала со своим братом Густавом и со своей фрейлиной и подругой, композитором Лоттен аф Эдхольм.
Помимо музыки, Евгения писала картины и рисовала акварелью (её учителями были Андерс Лундквист и Юхан Кристиан Бергер), а также занималась скульптурой, которой обучалась у Юхана Петера Молина. В 1873 году она стала первым почётным членом Академии искусств. Принцесса также была писательницей, поэтессой и переводчицей. В частности, в 1864 году она написала книгу «Принцессы Швеции», предназначенную для юных читателей, в которой рассказывались биографии восемнадцати шведских принцесс разных эпох. В том же году она перевела с немецкого языка сочинение немецкого пиетиста Магнуса Фридриха Рооса.
Деньги от своих произведений Евгения вкладывала в социальные проекты. Женщины королевской семьи обязаны были заниматься благотворительностью. Для Евгении это было не обязанностью, а страстным увлечением. Возле своей виллы она построила детский сад для мальчиков, а через несколько лет — и для девочек. Ею были построены дома для престарелых в Стокгольме и на Готланде. Её собственное слабое здоровье развило в ней интерес к медицине. Евгения построила несколько больниц для тяжелобольных.
Принцесса Евгения умерла в 00.45 часов 23 апреля 1889 года, за день до её 59-летия. Похоронена в склепе Бернадотов в Риддархольмской церкви. Свою огромную виллу она завещала племяннику, принцу Оскару.